# Llanegryn
Llanegryn est un village et une communauté du Gwynedd, au pays de Galles.

## Géographie
Llanegryn est situé dans le sud du Gwynedd, à 6 km au nord de la ville de Tywyn, dans la vallée de la Dysynni (en).

## Démographie
Au recensement de 2011, la communauté de Llanegryn comptait 303 habitants.